# August Agatz

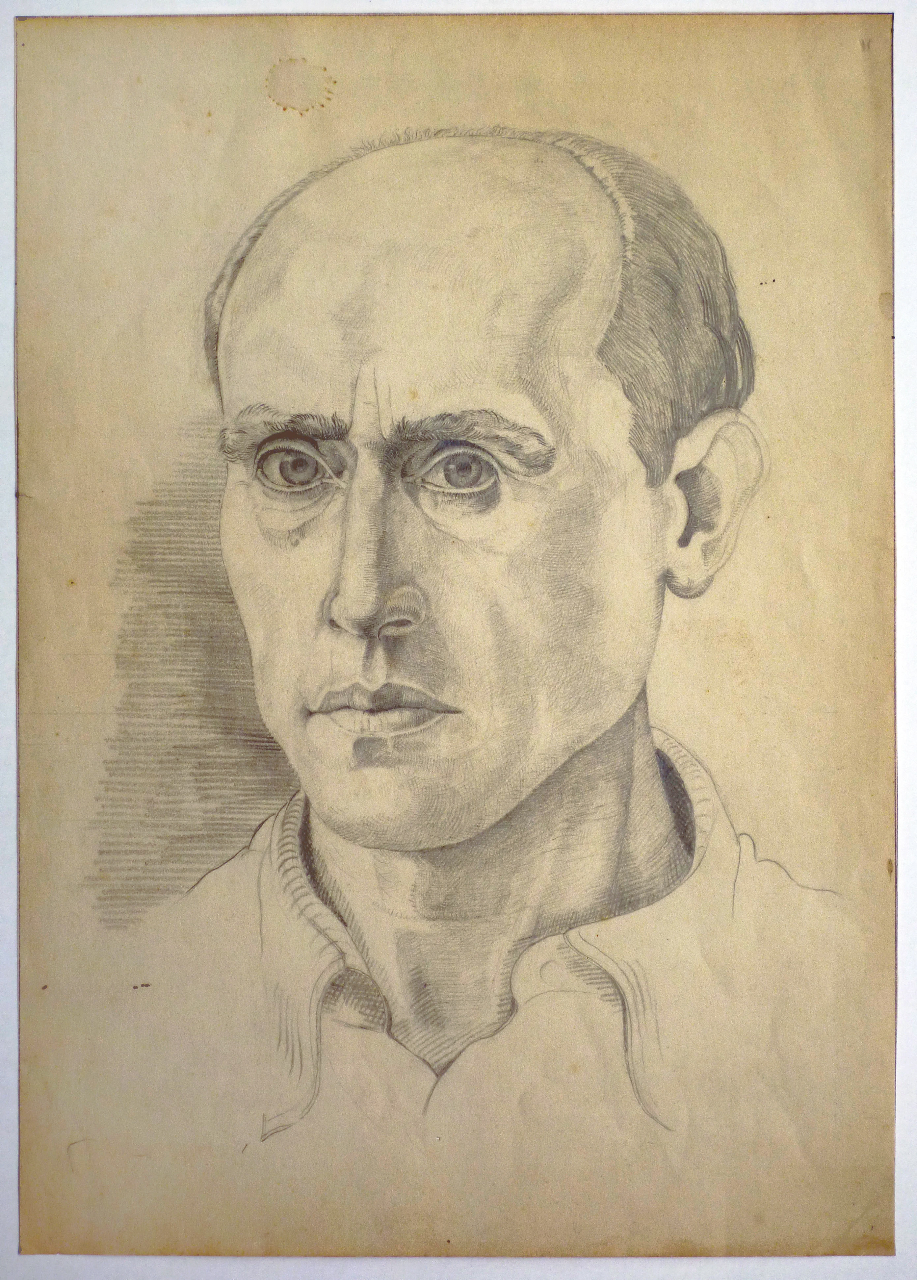
August Agatz: "Selbst", um 1940, Bleistift auf Papier

August Agatz (* 20. November 1904 in Hagen; † 10. Juli 1945 in Leros, Griechenland) war ein deutscher Maler und Bildhauer.

## Leben und Werk
August Agatz wurde 1904 in Hagen geboren. Nach einer Lehre als Feingraveur und Silberschmied machte er noch eine Ausbildung zum Bildhauer bei Karel Niestrath in Hagen. Seine Jugendfreunde in dieser Zeit waren die Künstler Heinrich Brocksieper, Albert Buske, Max Gebhard, Waldemar Alder, Reinhard Hilker, Günther Oberste-Berghaus – später auch Emil Schumacher. 1927 bis 1929 studierte er am Bauhaus Dessau (Einschreibenummer 177), besuchte den Vorkurs bei Josef Albers und arbeitete in der Metallwerkstatt. Bei Joost Schmidt besuchte er mit Gebhard und Franz Ehrlich die Plastische Werkstatt. 1929 bis 1930 arbeitete er in der Metallwerkstatt der Frankfurter Kunstschule (Städelschule) bei Christian Dell. 1929 heiratete er die Goldschmiedin Anna Rudolph, Geburt des Sohns Adrian.
1930 bis 1931 war er im Architekturbüro Otto Eckel in Bad Münstereifel am Stein tätig und arbeitete in Hagen mit dem Architekten Adam Wiehl. Ab 1931 war er freischaffender Silberschmied und Bildhauer in Hagen, trat im gleichen Jahr der KPD bei und war in Hagen zeitweise KPD-Stadtverordneter. Nach der Machtübergabe an die Nationalsozialisten 1933 folgten Festnahme und Inhaftierung. 1935 wurde er wegen Hochverrats zu drei Jahren und neun Monaten Zuchthaus verurteilt. Nach der Haftentlassung arbeitete er als Fabrikarbeiter und wurde 1944 zum Kriegsdienst in das Strafbataillon 999 nach Griechenland eingezogen. Am 10. Juli 1945 starb er in britischer Kriegsgefangenschaft auf der griechischen Insel Leros.
Aus seinem künstlerischen Schaffen sind nur einige wenige Arbeiten erhalten geblieben – Zeichnungen, Aquarelle und Skulpturen –, sie befinden sich in Privatbesitz und in der Sammlung der Stiftung Bauhaus Dessau.

Bauhausarbeiten
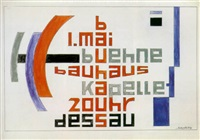
Bauhaus 1. Mai 1928
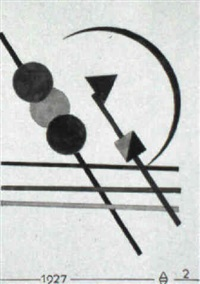
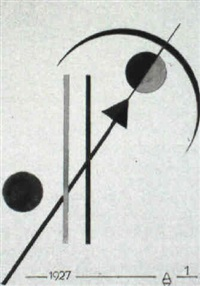
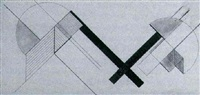
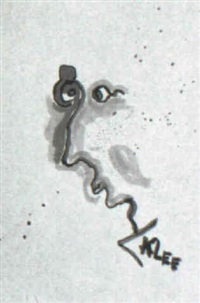
Hommage à Klee

## Ausstellungen
- ab 1970er Jahre: Galerie am Sachsenplatz, Leipzig
- 1995/96: „basis bauhaus...westfalen“, Westfälisches Museumsamt Münster, Wanderausstellung: Kunstmuseum, Ahlen; Städtische Galerie, Paderborn; Städtische Galerie, Bad Oeynhausen; Stadtmuseum, Bocholt; Vestisches Museum, Recklinghausen; Wilhelm-Morgner-Haus, Soest; Stiftung Bauhaus Dessau, Dessau-Roßlau
- 2009: "Von Hagen aus zum Bauhaus", Fernuniversität in Hagen, Hagen
- 2013: "Bauhaus.Die Kunst der Schüler", Stiftung Bauhaus Dessau / Galerie der Stadt Remscheid
- 2014: "Bauhaus.Die Kunst der Schüler", Stiftung Bauhaus Dessau, Dessau-Roßlau